# Tournoi de tennis de Springfield
Le tournoi de tennis de Springfield (Massachusetts, États-Unis) est un tournoi de tennis masculin du circuit professionnel ATP organisé en 1977 et 1978.
L’événement faisait partie du circuit des Grand Prix, concurrent à cette époque du circuit World Championship Tennis.

## Palmarès

### Simple
| No | Date       | Nom et lieu du tournoi                 | Catégorie | Dotation | Surface         | Vainqueur       | Finaliste      | Score              |  |
| -- | ---------- | -------------------------------------- | --------- | -------- | --------------- | --------------- | -------------- | ------------------ |  |
| 1  | 07-02-1977 | Springfield International, Springfield |           | 50 000 $ | Moquette (int.) | Guillermo Vilas | Stan Smith     | 3-6, 6-0, 6-3, 6-2 |  |
| 2  | 12-02-1978 | Springfield International, Springfield |           | 75 000 $ | Moquette (int.) | Heinz Günthardt | Harold Solomon | 6-3, 3-6, 6-2      |  |

### Double
| No | Date       | Nom et lieu du tournoi                 | Catégorie | Dotation | Surface         | Vainqueurs               | Finalistes                 | Score    |  |
| -- | ---------- | -------------------------------------- | --------- | -------- | --------------- | ------------------------ | -------------------------- | -------- |  |
| 1  | 07-02-1977 | Springfield International, Springfield |           | 50 000 $ | Moquette (int.) | Bob Hewitt Frew McMillan | Ion Țiriac Guillermo Vilas | 7-6, 6-2 |  |
| 2  | 12-02-1978 | Springfield International, Springfield |           | 75 000 $ | Moquette (int.) | Robert Lutz Stan Smith   | Jan Kodeš Marty Riessen    | 6-3, 6-3 |  |